# جون سميث (لاعب كريكت)
جون سميث (بالإنجليزية: John Smith)‏ (6 مارس 1936 في أستراليا - 10 فبراير 2020) هو لاعب كريكت أسترالي. لعب مع فريق فكتوريا للكريكت.

## وصلات خارجية
- جون سميث (لاعب كريكت) على موقع إي آس بي آن كريك إنفو (الإنجليزية)